# 大陆倭语
大陆倭语，或半岛倭语是一种已经灭亡的日本-琉球语系语言，许多语言学家相信其曾在朝鲜半岛南部使用。证据包括主要来自《三国史记》（基于更早材料编篡于1145年）的地名。

## 《三国史记》中的地名学证据
《三国史记》是一部以文言文写成的结束于668年的朝鲜三国时代史书。《杂志第六》给出了主要位于高句丽夺取了的新罗领土上一些地名的音义。
例如，下面这句话介绍的是现在的水原市：
買忽一云水城
買忽是音译，而水城则是意译。由此可知買和忽的发音分别是当地语言中“水”和“城”的发音。通过这种方式可以从这些地名中提取约80~100个词。
类似買和忽的表音字大约反映了基于当地汉字读音的发音，但还是无从得知这些词的原貌。一种近似的方法是构拟记录在字典如切韵(于601年编篡)里的中古汉语读音，如“買”拟作mɛ；另一种方法是用15世纪中世朝鲜语字典记录的所谓汉字语，同一字记为moy。有时一个词会被数个音近形式记录。
这些词汇首先在1907年由內藤湖南研究，内容充实的分析始于李基文于1960年代开始的一系列研究。
部分地名词像是朝鲜或满-通古斯语系来源。包括4个可证实的数词在内的其他来源的词则能契合日本-琉球语系，这被许多学者认为是已灭亡的日本-琉球语系语言曾在朝鲜半岛南部使用的证据。
| 本土词 | 本土词     | 本土词  | 词汇 | 上代日本语    |
| 字     | 中古汉语   | 汉字音  | 词汇 | 上代日本语    |
| ------ | ---------- | ------- | ---- | ------------- |
| 密     | mit        | mil     | 三   | mi1           |
| 于次   | hju-tshijH | wucho   | 五   | itu           |
| 難隱   | nan-ʔɨnX   | nanun   | 七   | nana          |
| 德     | tok        | tek     | 十   | to2wo         |
| 旦     | tanH       | tan     | 谷   | tani          |
| 頓     | twon       | twon    | 谷   | tani          |
| 吞     | thon       | thon    | 谷   | tani          |
| 烏斯含 | ʔu-sje-hom | wosoham | 兔   | usagi1        |
| 那勿   | na-mjut    | namwul  | 铅   | namari        |
| 買     | mɛX        | moy     | 水   | mi1(du) < *me |
| 美     | mijX       | mi      | 水   | mi1(du) < *me |
| 彌     | mjieX      | mi      | 水   | mi1(du) < *me |

首先研究这些词的研究者假定它们一定是高句丽语，因为这些地名来自高句丽的领土。李和Ramsey提供了补充论据：地名上汉字的音训并用应该是高句丽的抄写员率先使用，这可能使得书面汉语在进入南方各国之前就进入了高句丽。他们认为高句丽语可以将日语、朝鲜语和通古斯语链接起来。
白桂思（Beckwith）将他自己的中古汉语拟音应用于地名学，宣称几乎所有词都有日语同源词。他視其為高句丽语，並认为該語同属日本-高句丽语系。他认为这个语系在公元前4世纪分流于辽宁西部，其中一批人(即弥生人)到达韩国南部和九州岛，其他人迁入满洲东部和韩国北部，还有些跨海到了琉球群岛。在《韩国学》的复审中，托马斯·佩拉尔(Thomas Pellard)批评白氏为「自说自话」的语言学分析，認為他對汉语拟音、对日语材料的处理方式過於轻率，忽视与其他语言的可能同源关系。
其他学者指出和日语词有确切同源关系的地名不见于大同江北的高句丽故地，且在这一地区内的如好太王碑的早期碑刻上没有发现日语词素。《三国史记》的这类地名主要来自韩国中部，是一片高句丽5世纪从百济那里攻占的地区，由此这些地名反映的应当是这些地区的本土语言而非高句丽语。这可以解释为什么高句丽故地和韩国中部这片地区的地名似乎分别来自不同的语言。河野六郎论证了百济的双语系统，地名反映平民语言。

## 其他证据
亚历山大·沃文认为韩国南部部分词和地名的日语同源词可在古代中朝文献中得证。

### 百济
如上注，一些学者相信《三国史记》的音训地名反映了百济的早期语言。另外《梁书·列传第四十八》（编篡于635年）给出了4个百济词，其中2个可以和日语比较：
- 固麻 kuHmæ “要塞”&上代日本语ko2m “放进”
- 檐魯 yemluX“村”&上代日本语 ya“屋”和maro2“圆”

### 新罗
一些新罗词和它的辰韩祖先词汇由中国史家在《三国志·魏志·乌丸鲜卑东夷传》（3世纪）和《梁书·列传第四十八》（635）记录。许多词汇看上去是朝鲜来源，但有几个和日语词对应，如mura（牟羅）“居民点”和上代日本语mura“村”。
《三国史记·杂志第三》给出了一些古新罗地名和8世纪景德王时期的标准化双字汉字语名字。许多预复合词无法给出朝鲜词源，却可由日语解释。比如有的包含miti（彌知），这和上代日语的mi1ti“道”同源。

### 伽倻
一个孤词明确地属于伽倻语，见《三国史记·列传第四》:
加羅語謂門為梁云。
梁字被训于新罗词twol“山脊”，新罗语是中世朝鲜语的祖先，文献学家推断伽倻词“门”的发音与之相近。这个词可以和上代日本语同义词to1“户”比较。

### 耽罗
沃文认为济州岛上的耽罗古国的名字Tanmura或Tammura （𨈭牟羅）可能有个日语词源tani mura“谷村”或tami mura“民村”。
济州西南的柿山（/kamsan/）村有个古称“神山”。第一个（神）字在朝鲜语中不可能读作gam/kam。沃文认为第一个音节和上代日语kami2“神”有同源关系。
济州语是一种朝鲜语，但也可能有日语底层。例如双音节词kwulley“口”可能和日语词*kutu-i“口”有关。

## 可能的考古学证据
Whitman将日本人群的扩张和水稻农业经由朝鲜半岛无纹陶器时代与日本弥生文化传播至日本列岛的扩张联系起来。接着他认为源自辽宁青铜文化的朝鲜人群抵达半岛是在大约公元前300年。沃文给出了相似的模型，但将朝鲜人群和来自满洲的用铁器的游牧民族相联系。